# Grödinge socken
Grödinge socken i Södermanland ingick i Svartlösa härad, ingår sedan 1971 i Botkyrka kommun och motsvarar från 2016 Grödinge distrikt.
Socknens areal är 116,01 kvadratkilometer, varav 111,20 land.  År 2000 fanns här 5 023 invånare. Gården Nolinge, tätorterna Vårsta, Sibble och en del av Tumba, orterna Uttran och Kagghamra samt sockenkyrkan Grödinge kyrka ligger i socknen.  

## Administrativ historik
Grödinge socken har medeltida ursprung. Vid kommunreformen 1862 övergick socknens ansvar för de kyrkliga frågorna till Grödinge församling och för de borgerliga frågorna till Grödinge landskommun. 1958 överfördes fastigheten Runsten, med 6 invånare och med en areal av 0,86 kvadratkilometer, varav allt land, till Västerhaninge socken. 1968 överfördes från Mörkö socken södra delen av Näslandet och 1974 överfördes hit en mindre del av Sorunda socken vilket innebar att Grödinges gräns längst i söder flyttades ut i Skanssundet. 
Landskommunen uppgick 1971 i Botkyrka kommun. 1 januari 2016 inrättades distriktet Grödinge, med samma omfattning som församlingen hade 1999/2000.
Socknen har tillhört län, fögderier, tingslag och domsagor enligt vad som beskrivs i artikeln Svartlösa härad. De indelta soldaterna tillhörde Livregementets grenadjärkår, Södermanlands kompani. De indelta båtsmännen tillhörde Första Södermanlands båtsmanskompani.

## Geografi och natur

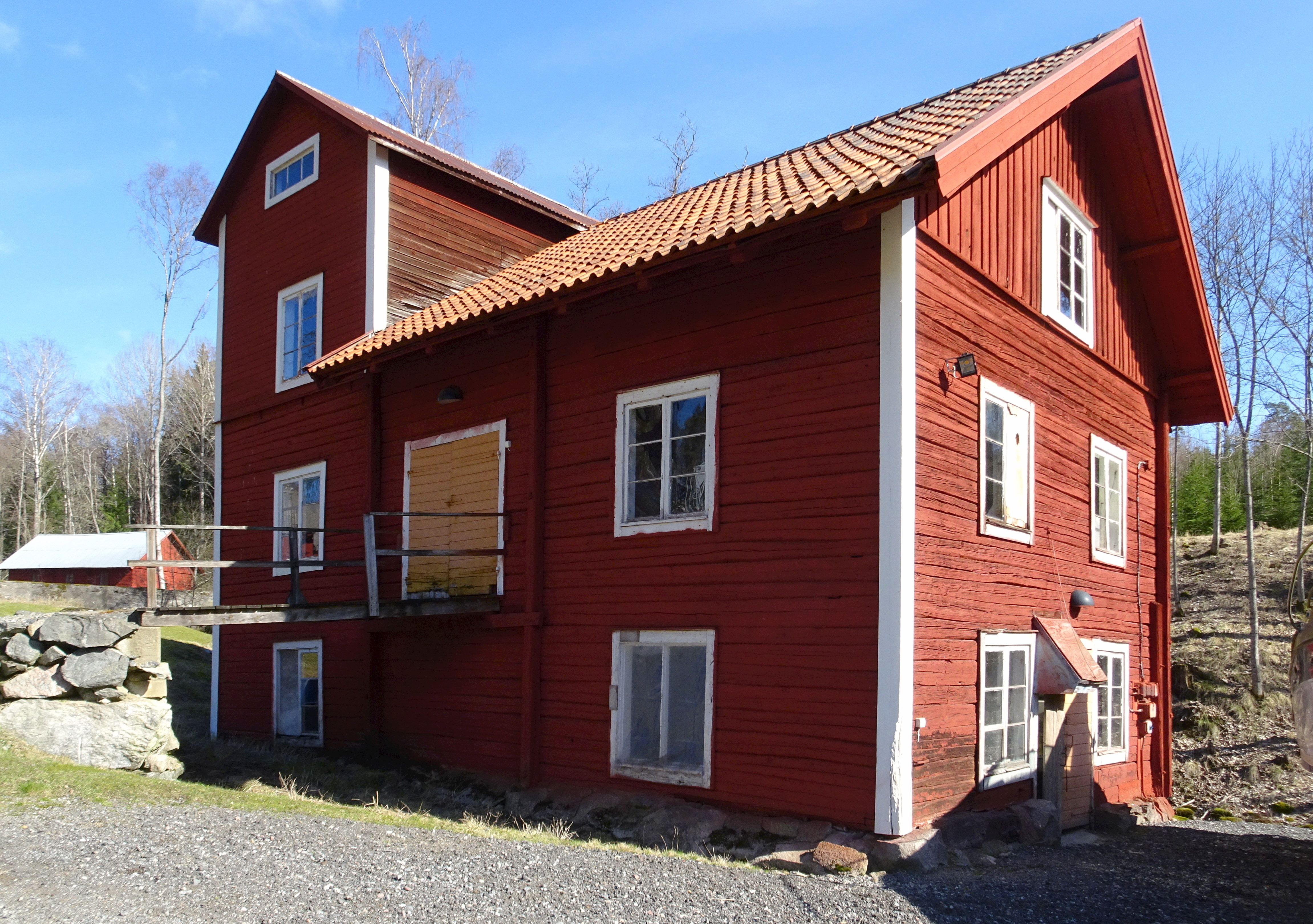
Norrga kvarn i april 2021.

Grödinge socken ligger på Södertörn sydost om Södertälje med Hallsfjärden och Järnafjärden i väster, Kaggfjärden i söder och med Hanveden i nordost. Socknen har innanför fjärdarna kuperade dalgångsbygder omgivna av sjörik kuperad skogsbygd. Svalsta representerar socknens tidigaste centrum med den medeltida Grödinge kyrkan och en välbevarad prästgård från 1700-talet.
De största insjöarna är Grindsjön som delas med Sorunda socken i Nynäshamns kommun, Uttran som delas med Salems socken i Salems kommun och Östertälje socken i Södertälje kommun, Malmsjön, Getaren som delas med Botkyrka socken i Botkyrka kommun, Stora Skogssjön och Lilla Skogssjön. Söder om kyrkan ligger den nästan igenvuxna Kyrksjön som dock håller på att restaureras.

### Naturreservat
Det finns elva naturreservat i socknen. Samtliga är kommunala naturreservat, dock ingår delar av reservatet Brinkbäcken i EU-nätverket Natura 2000. 
- Lida (delas med Botkyrka socken),
- Brinkbäcken,
- Ensta ö,
- Norrga,
- Pålamalm,
- Stora Träsket,
- Stora Uringe,
- Svartkällsskogen,
- Vinterskogen,
- Åvinge,
- Östra Bröte

## Byggnader
Det har funnits flera sätesgårdar i socknen: 
- Malmsjö gård (säteri),[8][9]
- Nolinge säteri,[10][11]
- Kagghamra gård (säteri),[12][13]
- Mariebergs säteri,[14][15]
- Viads herrgård,[16][17]
- Lövstalunds herrgård.[18] och Karshamra.

I Norrga fanns det förr ett gästgiveri. Nordost om Norra låg Norrga kvarn med kvarnverksamhet åtminstone sedan 1500-talet, kanske ännu tidigare. Det rörde sig om vattenkvarnar som drevs av Norrgaån. På 1630-talet fanns tre sågkvarnar. Efter 1770 existerade två kvarnar och vid 1800-talets mitt bara en. Kvarnhuset som står kvar i dag uppfördes 1847 som ren mjölkvarn. Verksamheten pågick till 1980-talet. 
Till Marieberg hörde på 1600-talet krogen Tyskbotten. Den kallades även Mariebergs- eller Vännersborgskrogen och var igång fram till 1720-talet. Krogens byggnad finns fortfarande bevarad och är privatbostad.
Storbyggmästaren Olle Engkvist köpte på 1920-talet stora markområden i Eldtomta och lät 1929 där uppföra en ultramodern funktionalistisk sommarvilla, ritad av arkitekten Sven Markelius. Den vita liggande träpanelen var inspirerad från en av byggmästarens USA-resor. Huset byggdes ut successivt med gäststuga och ett bibliotek, även dessa ritade av Markelius.

## Bilder från bygden

Gårdar (urval)
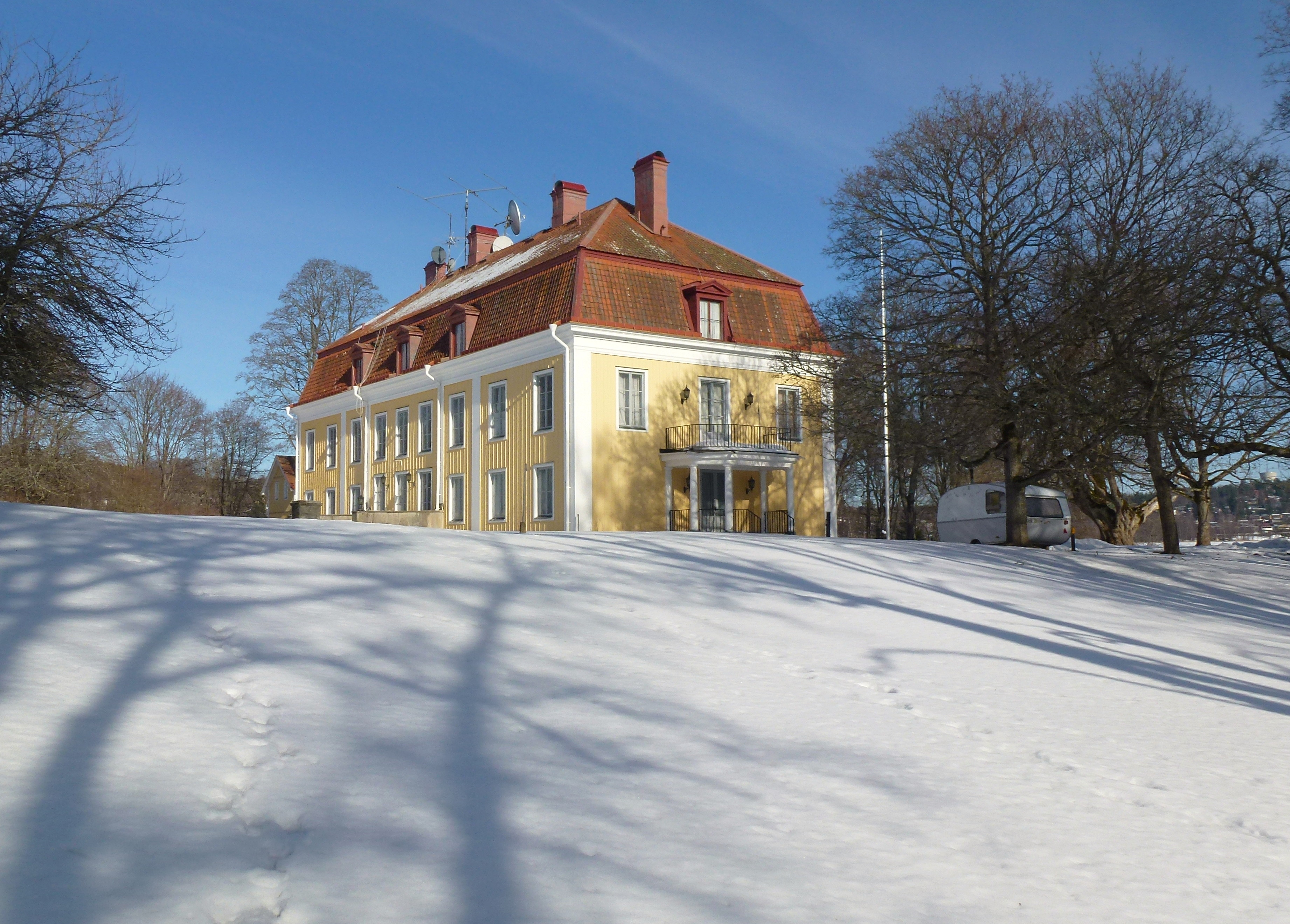
Malmsjö gårds huvudbyggnad.
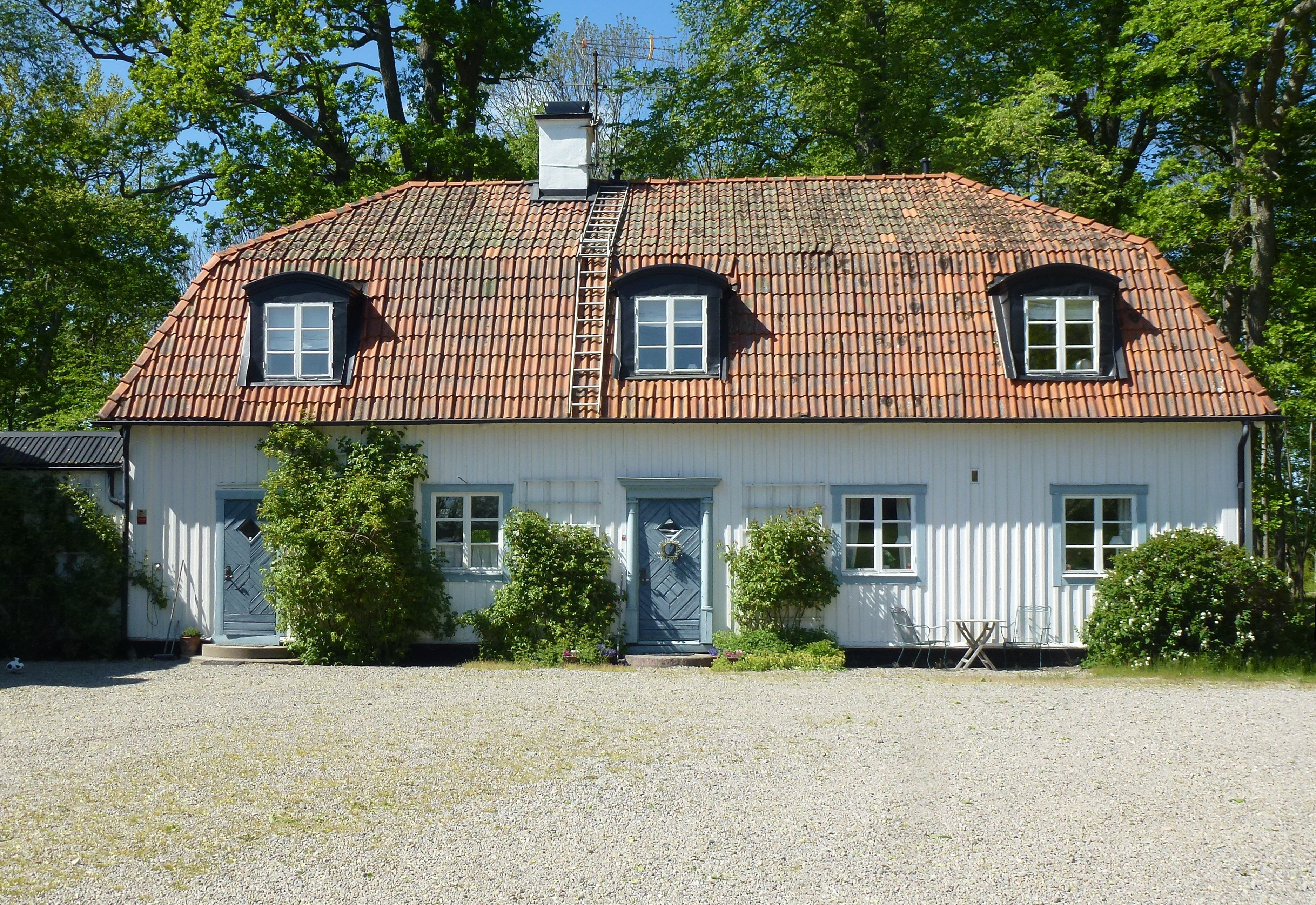
Kagghamra gårds huvudbyggnad.
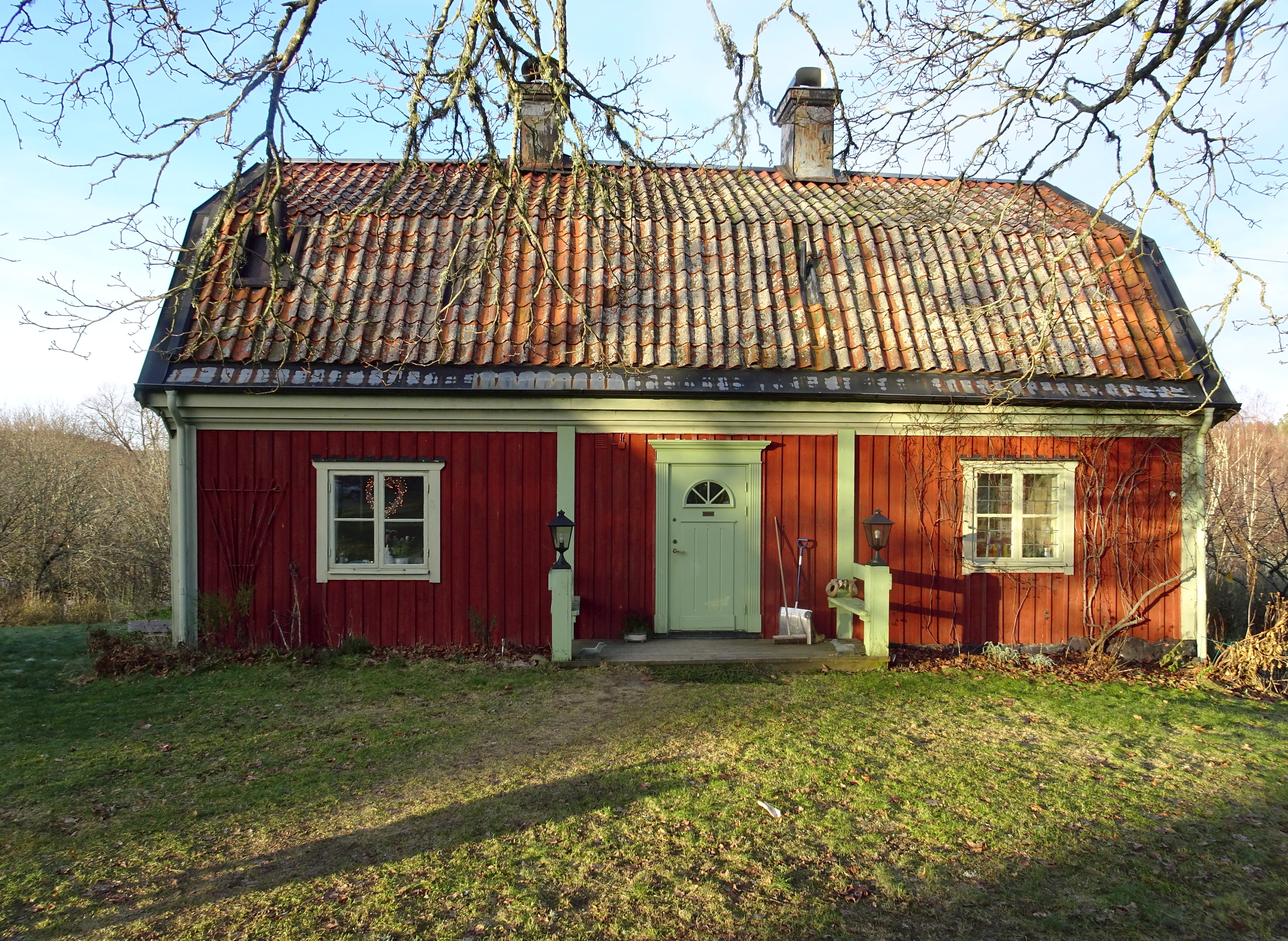
Karshamras huvudbyggnad.
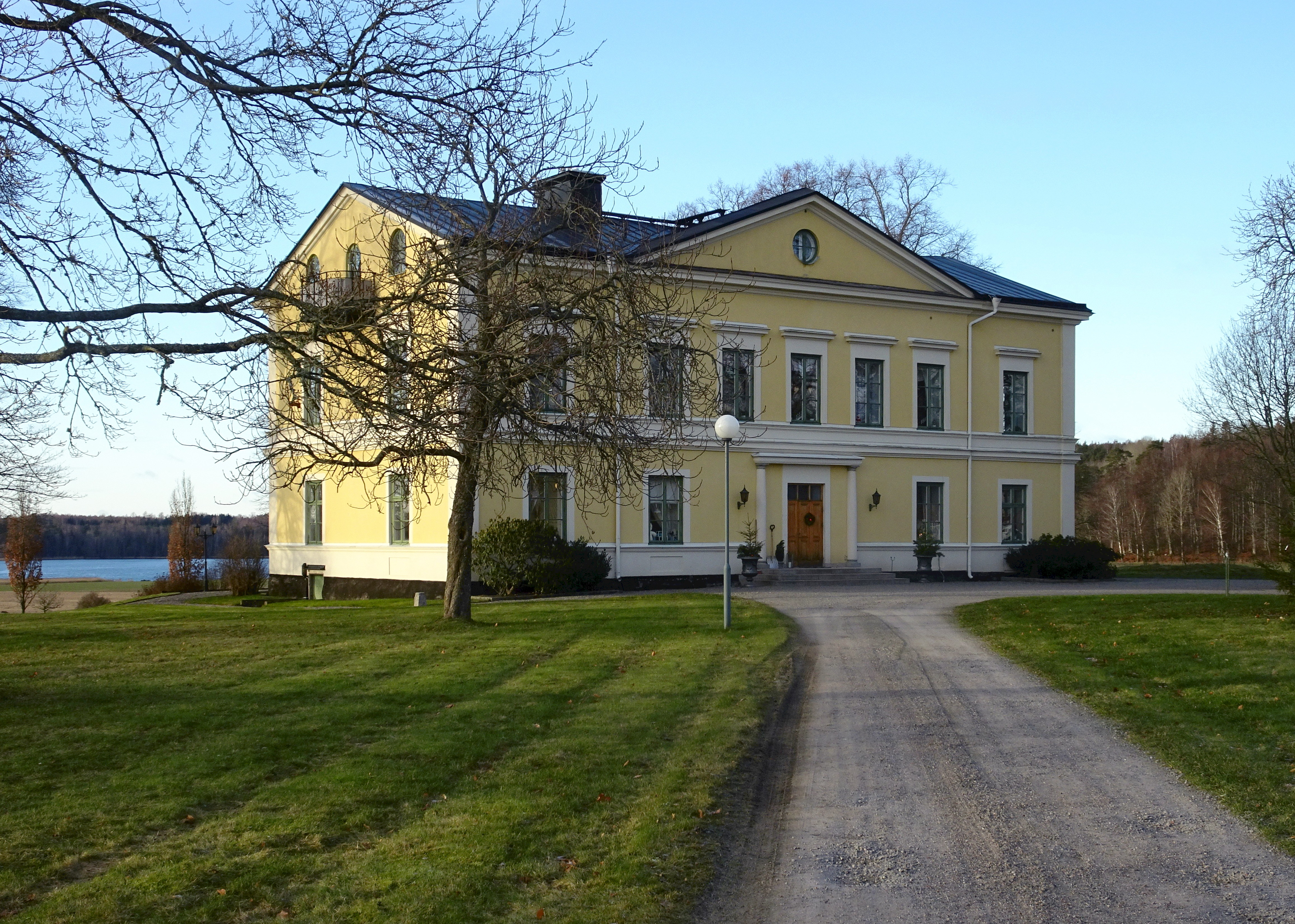
Viads huvudbyggnad.

Bygden
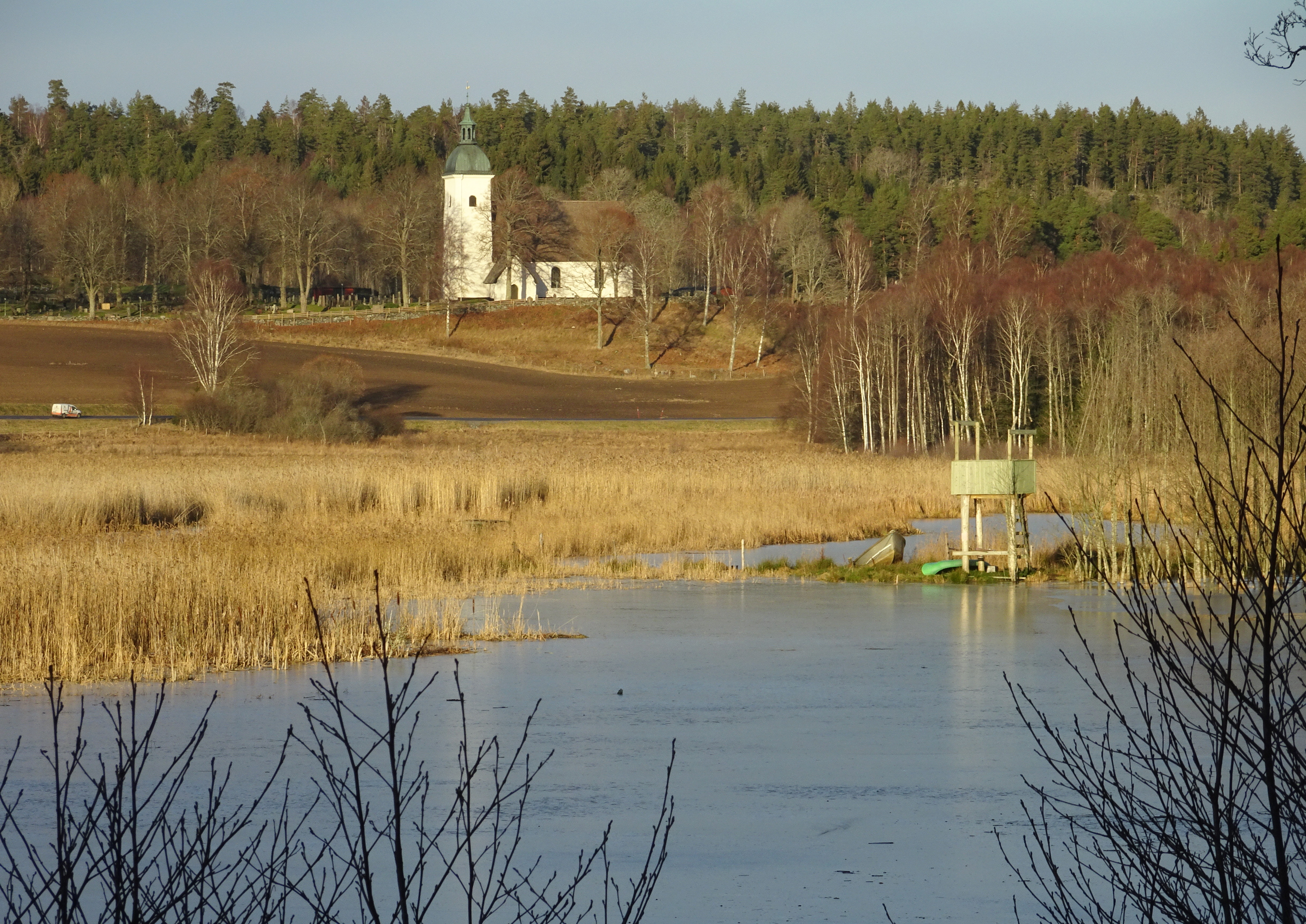
Kyrksjön och Grödinge kyrka.
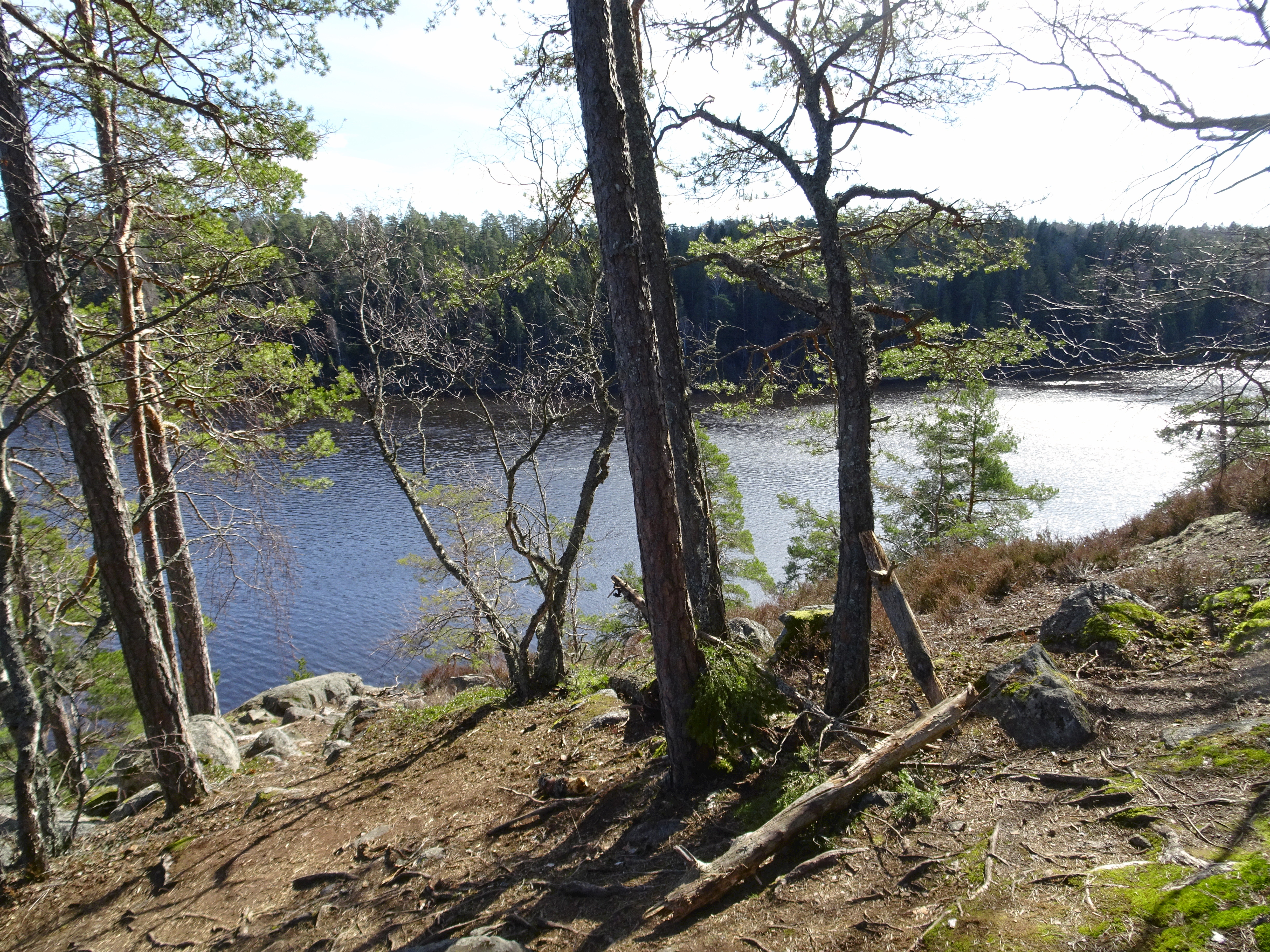
Norrga naturreservat med sjön Getaren.
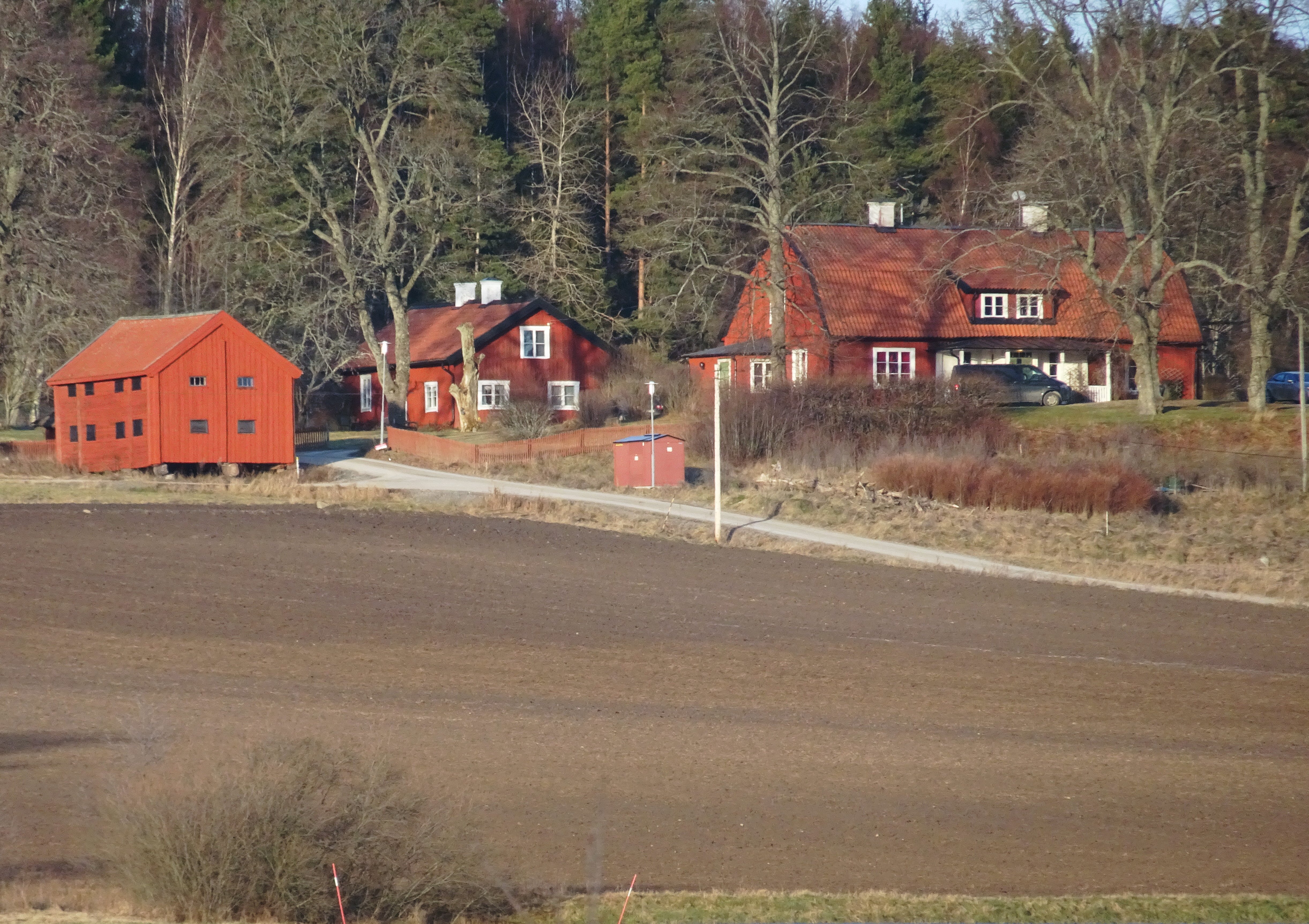
Svalsta, Grödinges gamla prästgård.
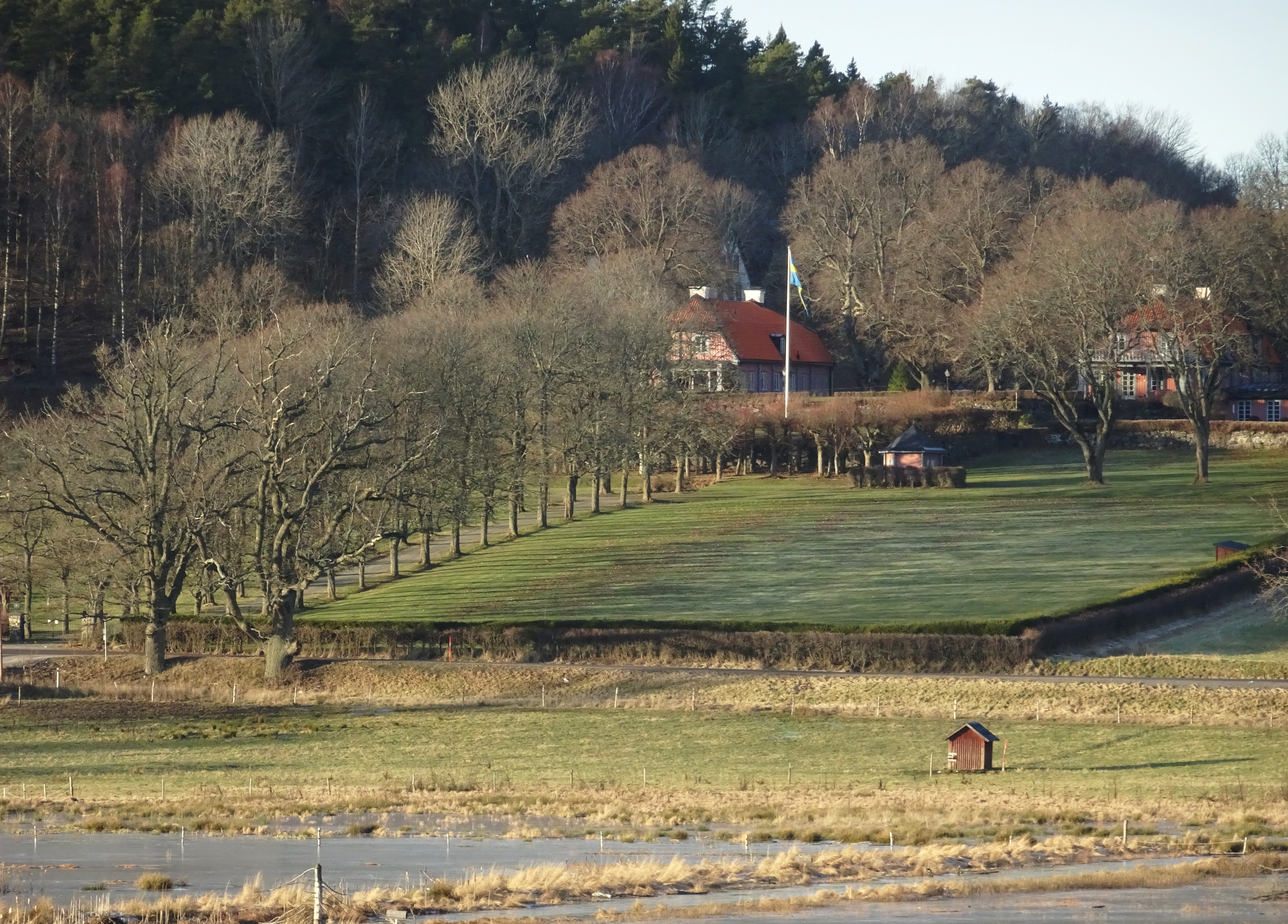
Marieberg sedd från Kyrksjön.

## Skolor i socknen
- Kyrkskolan -  Filmaren Gösta Roosling gjorde för SF den korta dokumentären Examen - Ett skolminne av Gösta Roosling. Dokumentären är inspelad i Grödinge Kyrkskola 1942. Skolan är nedlagd.

- Uringe skola - Tomten donerades 1875 till Grödinge församling, av adelsmannen Hierta (dåvarande ägare till Stora Uringe), för att där bygga en skola. Skolhusen stod färdiga 1877, men huvudbyggnaden brann ner. En ny huvudbyggnad byggdes genast upp på samma grund och stod färdig 1888. Uringe var under en period Grödinges största skola; som mest har skolan rymt cirka hundra barn för tre olika lärare. Skolan lades ned efter vårterminen 2007. Tidigare fanns en liten enklav omkring Runstens gård som tillhörde Grödinge. Skolbarnen därifrån åkte skolbuss till Uringe skola. Efter beslut av Kungl.inrikesdepartementet överfördes denna lilla enklav den 1 januari 1958 till Västerhaninge landskommun.
- Snäckstaviks skola - Nedlagd.

- Sandbäcks skola - Nedlagd, huvudbyggnaden står dock ännu kvar i sydöstra hörnet av Malmsjö skolas skolgård.

- Olberga skola - Nedlagd efter vårterminen 2012.

- Uttrans skola

- Malmsjö skola - Utbyggd och renoverad 2008-2011.

## Fornlämningar

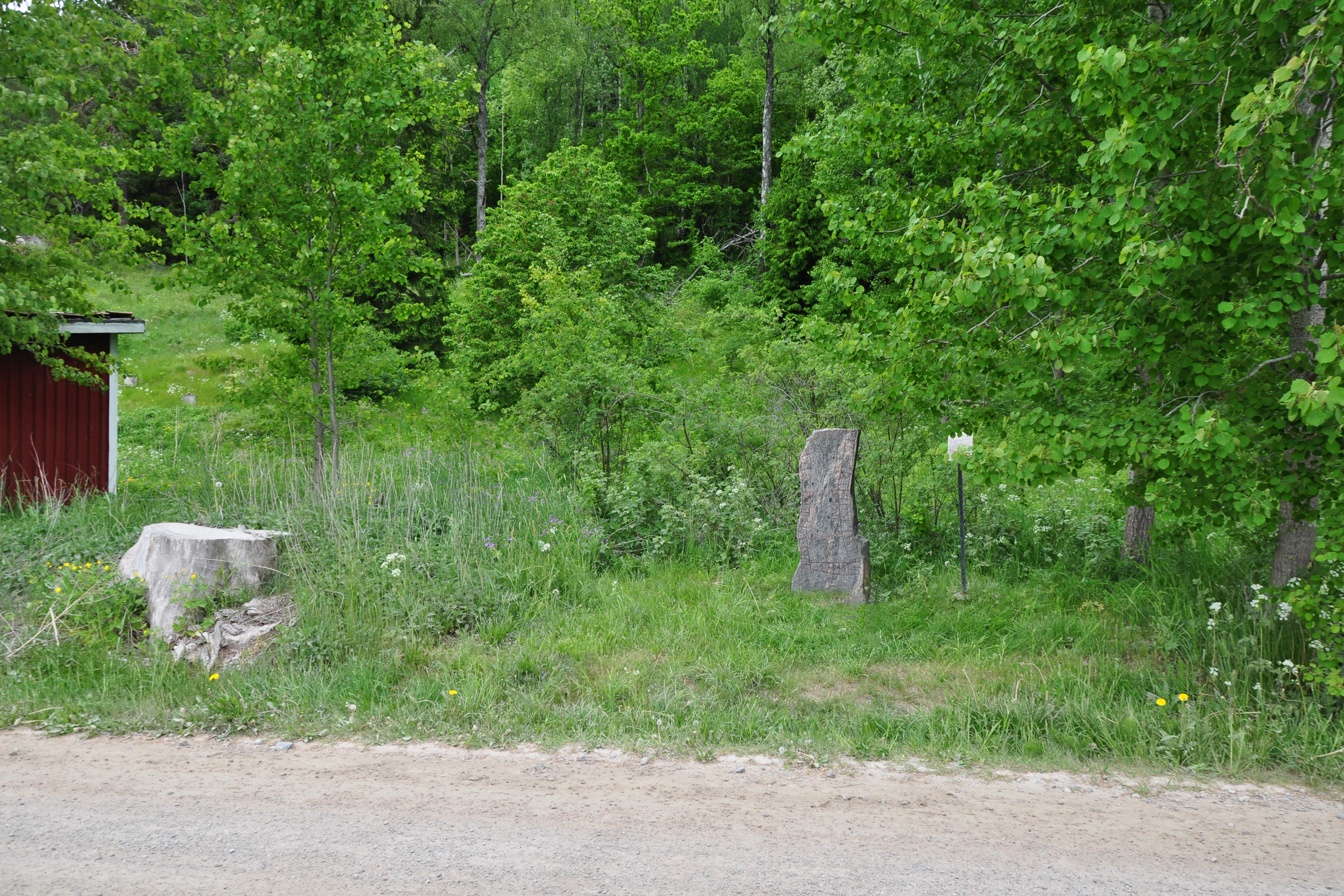
Nolingestenen.

Ett 40-tal boplatser från stenåldern är funna. Från bronsåldern finns spridda gravrösen och skärvstenshögar. Från järnåldern finns över 90 gravfält och elva fornborgar. Åtta runstenar har påträffats, bland dem Nolingestenen.
Vid restaureringsarbeten i kyrkan återfanns Grödingebonaden. Bonaden är vävd under 1400-talet, men tycks aldrig ha funnits med i någon inventarieförteckning. Mönstret består av olika gripar i blått och vitt. Bonaden skänktes år 1910 till Historiska museet, och i stället har man nu hängt upp en kopia på orgelläktarens räcke.

## Befolkningsutveckling
Befolkningen ökade från 1 257 (1810) till 1 953 (1880) varefter den minskade till 1 622 (1940). Därefter har folkmängden ökat till 4 679 (1990).

## Namnet
Namnet (1300 Grodungy) är ett bygdenamn med efterleden inbyggarbeteckningen inge/unge. Förleden kommer troligen från ett ånamn, Grodh(a), 'den svällande, översvämmande' syftande på Norrgaån.